# The Lifeguard
The Lifeguard (bra: A Salva-Vidas) é um filme de comédia dramática independente americano, produzido, escrito e dirigido por Liz W. Garcia, e estrelado por Kristen Bell, David Lambert, Mamie Gummer, Martin Starr, Alex Shaffer, Joshua Harto e Amy Madigan.  O filme foi lançado através de vídeo sob demanda em 30 de julho de 2013 e recebeu um lançamento limitado nos cinemas em 30 de agosto.

## Sinopse
Repórter Leigh deixa sua vida em Nova York, para voltar para casa para Connecticut para conseguir seu emprego de escola superior como uma salva-vidas. Prestes a completar 30 anos de idade, ela começa um relacionamento com um conturbado jovem de 16 anos de idade.

## Elenco
Segue a lista do elenco:[carece de fontes?]
- Kristen Bell como Leigh
- David Lambert como Little Jason
- Mamie Gummer como Mel
- Martin Starr como Todd
- Alex Shaffer como Matt
- Joshua Harto como John
- Amy Madigan como Justine
- John Finn como Big Jason
- Paulie Litt como Lumpy
- Sendhil Ramamurthy como Raj
- Adam LeFevre como Hans
- Mike Landry como Diretor Miller
- Lisa Ann Goldsmith como mãe de Matt
- Terri Middleton como avó de Matt

## Produção
Fotografia principal começou em Sewickley, Pensilvânia em 9 de julho de 2012 e continuou na área metropolitana de Pittsburgh até 10 de agosto. A suburbana casa de Fox Chapel foi utilizada para a maioria das gravações de interior. As comunidades de Aleppo, Edgeworth e Leetsdale também foram consideradas como locais.

## Lançamento
O filme competiu no Festival Sundance de Cinema de 2013 de Melhor Filme Dramático.

## Recepção crítica
Após a sua estreia no Festival de Sundance, The Lifeguard recebeu críticas desfavoráveis. Peter Debruge da Variety disse: ". Afogando-se em auto-piedade é tão divertido de assistir quanto parece, o que significa dificuldade em obter pessoas interessadas por quaisquer razões, mas lascivo." Justin Lowe do The Hollywood Reporter : "Nem mesmo uma lista de atributos de cinema indie pode injetar um senso de originalidade a esta narrativa familiar ". Jordan Hoffman de Film.com deu ao filme um 2.7/10 e declarou: "The Lifeguard é um drama dolorosamente sem graça (suposta) totalmente carente de originalidade ou auto-consciência ".